# Mensensmokkel
Mensensmokkel is een term die wordt gebruikt voor het onwettig en georganiseerd smokkelen van mensen over internationale grenzen heen. Vaak handelen mensensmokkelaars om financieel gewin.
De Nederlandse wetgever heeft mensensmokkel strafbaar gesteld in artikel 197a lid 1 in Titel VIII. Misdrijven tegen het openbaar gezag van het Wetboek van Strafrecht. Door het criminele en grensoverschrijdende karakter van het delict houden internationale politieorganisaties als Europol en Interpol zich met mensensmokkel bezig.
Interpol beschreef in een recente mededeling mensensmokkel als volgt:
Het smokkelen van mensen is wereldwijd de aangewezen handel van een groeiend aantal misdadige netwerken geworden, die door steeds verfijnder te werk te gaan steeds grotere aantallen mensen met steeds hogere winsten kunnen vervoeren.
Vaak zoeken vluchtelingen en asielzoekers die uit ellendige omstandigheden willen ontkomen hun soelaas bij mensensmokkelaars of (eufemistisch) "reisagenten". Daarbij komt het voor dat zij het slachtoffer worden van beroving of oplichting of zelfs wederrechtelijke vrijheidsberoving en afpersing en dat zij de voorgenomen reis moeten maken onder levensgevaarlijke omstandigheden.
Soms moeten de "cliënten" van zulke mensensmokkelaars een mislukte reis met de dood bekopen, bijvoorbeeld door uitputting of verdrinking.
Indien hun grensoverschrijding niet lukt en zij door de autoriteiten van een doorkomstland worden teruggezonden naar het land van herkomst, kan het gebeuren dat zij daar dan terugkeren zonder middel van bestaan, wanneer zij al hun bezittingen hadden verkocht om de reis te betalen.
De mensensmokkel is een schimmige, "ondergrondse" branche: in Rusland en mogelijk ook in andere landen zouden criminele organisaties van immigranten bestaan die zich juist gespecialiseerd hebben in het op hun beurt weer beroven van naar hun zeggen malafide mensensmokkelaars.

## Aanhoudingen op verdenking van mensensmokkel
In 2013 werden in Nederland 272 aanhoudingen verricht op verdenking van mensensmokkel. In 2014 werden door politie en Marechaussee 336 verdachten aangehouden, een kwart meer dan het jaar ervoor.
Volgens de Deense Vreemdelingenwet is het een misdaad om mensen die geen vaste verblijfplaats hebben te vervoeren. In de periode van september tot januari 2015 hebben 279 mensen zich hieraan schuldig gemaakt. In casu werden de mensen dus niet over de landgrenzen vervoerd maar kregen een lift binnen de grenzen. 
De huidige centrum rechtse Deense regering Rasmussen is hiervoor verantwoordelijk.  